# Аделіна (Опольський повіт)
Аделіна (пол. Adelina) — село в Польщі, у гміні Ходель Опольського повіту Люблінського воєводства.
Населення — 130 осіб (2011).
У 1975-1998 роках село належало до Люблінського воєводства.

## Демографія
Демографічна структура станом на 31 березня 2011 року:
|          | Загалом | Допрацездатний вік | Працездатний вік | Постпрацездатний вік |
| -------- | ------- | ------------------ | ---------------- | -------------------- |
| Чоловіки | 71      | 18                 | 44               | 9                    |
| Жінки    | 59      | 12                 | 30               | 17                   |
| Разом    | 130     | 30                 | 74               | 26                   |